# Pycnarmon staminalis
Pycnarmon staminalis là một loài bướm đêm trong họ Crambidae.